# 실고기
실고기는 실고기과에 속하며 학명은 Syngnathus schlegeli이다. 몸길이 약 50cm이다. 몸은 가늘고 길며 너비가 좁다. 몸 표면은 골판으로 덮여 있고 몸빛깔은 짙은 갈색 또는 암갈색이고 작은 흰점들이 흩어져 있는 개체도 있다. 주둥이가 몹시 길고 양 턱은 작으며 이빨이 없다. 항문에서 앞쪽으로 18-20, 뒤쪽으로 39-43개의 체륜(體輪)이 있다. 꼬리지느러미와 가슴지느러미는 흔적뿐이고 배지느러미는 없다. 수컷의 배에 알을 넣고 다니는 주머니가 있는데, 암컷이 이 주머니에 알을 낳으며, 알은 그 안에서 부화한다. 부화하여 나온 어린 실고기들은 스스로를 보호할 수 있을 때까지 주머니 안에서 자란다. 연안의 해조류(海藻類) 사이에서 산다. 해초와 비슷한 체색과 가늘고 긴 몸매를 가지고 있어 적으로부터 위협을 받을 때는 해초 사이에 들어가 위장술로써 적을 피한다.

## 참고 자료
- 이 문서에는 다음커뮤니케이션(현 카카오)에서 GFDL 또는 CC-SA 라이선스로 배포한 글로벌 세계대백과사전의 내용을 기초로 작성된 글이 포함되어 있습니다.